# Biała wstążka
Biała wstążka (niem. Das weiße Band – Eine deutsche Kindergeschichte) – zrealizowany w koprodukcji austriacko-francusko-niemiecko-włoskiej dramat filmowy w reżyserii Michaela Hanekego, nagrodzony Złotym Globem oraz Złotą Palmą na Festiwalu Filmowym w Cannes 2009, nominowany także w 2010 roku do Oskara w kategorii „Najlepszy film nieanglojęzyczny”.

## Zarys fabuły
Akcja filmu rozgrywa się w Eichwald – fikcyjnej wsi północnych Niemiec (na wschodnim Połabiu) w niedługim okresie tuż poprzedzającym wybuch I wojny światowej. W miejscowości, gdzie panuje surowy duch i obyczaj protestancki, panują też dziwne stosunki w łonie rodzin, a także pomiędzy samymi jej mieszkańcami. Nienormalne i napięte relacje istnieją nie tylko między zamożną rodziną barona-właściciela majątku a zależnymi i wyzyskiwanymi przez niego chłopami, lecz również między poszczególnymi rodzicami a dziećmi. Zwłaszcza miejscowy pastor stosuje wobec swoich nadmierną surowość, narzucając wysokie wymagania, czego stałym przypomnieniem ma być noszona przy ubraniu biała wstążka jako symbol karnie wymuszanej niewinności. Za tą pozornie obyczajną fasadą skrywa się jednak w domach wiele fałszu, niegodziwości, a nawet deprawacji: rozpada się zaniebywana rodzina barona, odrazę budzi życie seksualne miejscowego doktora, brutalność wobec bliskich cechuje zachowania cenionego zarządcy majątku.
W tej mrocznej i zakłamanej scenerii dochodzi też do serii niezwykłych i tragicznych zdarzeń. Umyślnie spowodowanemu wypadkowi na koniu ulega doktor, ginie niejasną śmiercią pracownica rolna w majątku, uprowadzony i brutalnie zmaltretowany zostaje najstarszy syn barona. Po nich następują inne, niemniej wstrząsające miejscową opinią. Ich postronnym obserwatorem jest młody, bezimienny nauczyciel, który jako narrator opowieści retrospektywnie odtwarza swój pobyt w Eichwald, początki pracy zawodowej oraz swej pierwszej miłości. Starając się dociec źródła i sprawców czynów, podejmuje prywatne śledztwo, natrafia jednak wśród miejscowych na mur milczenia, obojętności, niechęci i jawnej wrogości. Wybuch wojny usuwa w cień wszystkie te tajemnicze zdarzenia: wieś wprawdzie znajduje wygodnych dla niej winowajców, lecz problem faktycznych sprawców i przyczyn pozostaje niewyjaśniony.

## Obsada
- Christian Friedel jako nauczyciel
- Ulrich Tukur jako baron Armin
- Ursina Lardi jako baronowa Marie-Luise
- Michael Kranz jako guwerner Hubert
- Leonie Benesch jako Eva
- Detlev Buck jako jej ojciec
- Burghart Klaußner jako pastor
- Steffi Kühnert jako żona pastora Anna
- Maria-Victoria Dragus jako córka pastora Klara
- Leonard Proxauf jako jego syn Martin
- Josef Bierbichler jako zarządca majątku
- Janina Fautz jako jego córka Erna
- Enno Trebs jako jego syn Georg
- Branko Samarovski jako chłop Felder (mąż tragicznie zmarłej)
- Sebastian Hülk jako jego syn Max
- Rainer Bock jako doktor
- Roxane Duran jako córka doktora (Anna)
- Miljan Chatelain jako jego syn (Rudi)
- Susanne Lothar jako akuszerka Wagner
- Hanus Polak Jr. jako funkcjonariusz policji
- Marisa Growaldt jako niańka

## O filmie
Film obrazuje przygnębiającą i traumatyczną (zwłaszcza dla dzieci i dorastającej młodzieży) atmosferę ówczesnych stosunków społecznych i międzyludzkich, jaka nawet w wąskim kręgu rodzinnym nacechowana jest gnębieniem, pogardą, maltretowaniem, nadużywaniem władzy (rodzicielskiej), frustracją oraz brakiem emocjonalnego kontaktu. Jest to środowisko i „otoczenie, w którym dominują zło, zazdrość, apatia i brutalność” (według słów baronowej), a którego nie potrafią znieść wrażliwsi (baronowa) ani zrozumieć ludzie z zewnątrz (nauczyciel). Tym samym Haneke poddał krytycznemu spojrzeniu surowy pod względem obyczajowym protestantyzm, ustawicznie narzucający jednostce przymus, jaki wówczas tamował rozwój osobowości, zaś w wymiarze szerszym, ogólnospołecznym sprzyjał przejściu od wilhelminizmu do dyktatury (nazizmu). Zresztą w roli, jaką ówczesny protestantyzm odegrał w kształtowaniu dyktatury Hitlera, twórca dostrzega główną przyczynę różnicy dzielącej faszyzm w powojennych Włoszech i Niemczech.
W jednym z wywiadów Haneke wyjaśniał, iż jego zamiarem było ukazanie, w jaki sposób ludzie podlegający presji stają się uwrażliwieni na ideologię, a nawet skłonni do tworzenia sobie własnej; jak potrafią też absolutyzować pewną ideę, a następnie przy jej pomocy karać tych, którzy im ją wpoili, lecz sami zadają jej kłam własnym życiem. Zdaniem twórcy filmu, ideologia to idea zabsolutyzowana i wszędzie tam, gdzie mamy do czynienia z gnębieniem, upokarzaniem, nieszczęściem i cierpieniem, powstaje grunt sprzyjający dla ideologii wszelkiego rodzaju. Dlatego też – z jego punktu widzenia – „Białej wstążki” nie należy pojmować jako filmu o skrytym zradzaniu się niemieckiego faszyzmu, ale o takiej atmosferze społecznej, jaka w ogóle umożliwia kształtowanie się radykalizmu. Podobnie pojmowanie tego filmowego obrazu jako ogólnej krytyki protestantyzmu byłoby „zupełnym nonsensem”. Duński dziennik „Politiken” w swej recenzji określił ten obraz jako „arcyniemiecki film o niemieckości”.